# 소권
아래는 소권에 대한 설명이다.
오늘날 우리들은 어떤 원인으로 다른 사람과 다툼이 생기거나 혹은 어떤 분쟁에 휘말리게 되는 경우에 그 최종적인 도움을 법원에 청구할 수가 있다. 이러한 것을 우리들은 아무런 느낌도 없이 당연한 것이라고 생각하게 되었으나, 일반 국민이 국가기관인 법원을 이용할 수 있는 자유를 뜻한다는 점에서 현사회의 초기에는 비교적 복잡한 이론적인 해명이 필요하게 된 경우도 있었다. 무엇 때문에 국가가 개인의 소에 귀를 기울이고, 재판을 하지 않으면 아니 되는 의무가 어디에서 연유하는 것인가. 이러한 소박한 의문에 대답하는 의미도 있으며 법원에 소를 제기한 국민의 권리에 관한 문제, 즉 소권(訴權)의 문제가 대두되었던 것이다. 소송이라고 하는 것은 사람이 넓게 선거권을 가지는 것과 같이 ① 현국가의 국민에게 일반적으로 인정된 공권이라고 설명하려는 것, ② 혹은 사람이 가지고 있는 소유권이나 임차권 등의 사권이 침해된 경우에 그 보호를 위하여 발생하는 청구권이라고 설명하려는 것, ③ 단순히 법원에 소를 제기하여 분쟁의 해결을 구하는 권리라는 점에서 법원이용권이라고 설명하려는 것 등 많은 학설이 있다. 오늘날의 통설은 최후의 분쟁해결을 법원에 구하는 것이라는 사고방식인데 돌이켜 보면 오늘날 사람은 무엇 때문에 법원을 이용하느냐 하는 그 자체를 독립해서 이론화·체계획해 보려는 현실의 필요성을 상실했다고 볼 수도 있다. 그러한 뜻에서 소권의 문제는 학설사 가운데에서만이 논해야 될 것이라고 할 수 있겠다.

## 참고 자료
- 조상희, 『법학전문대학원 민사소송법 기본강의』. 한국학술정보(주), 2009. ISBN 978-89-534-2307-7